# Parafia Ducha Świętego w Świdnicy

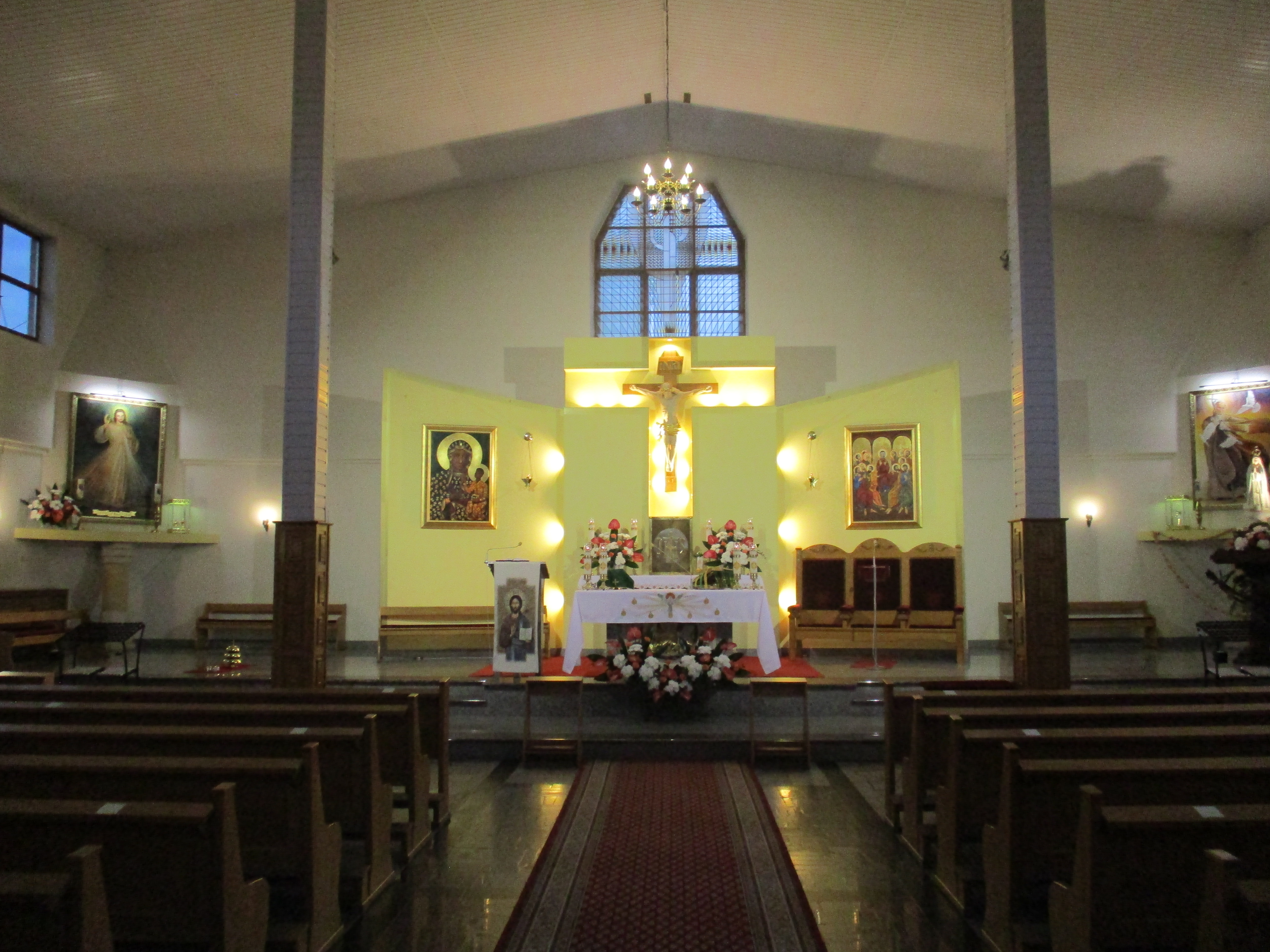
Wnętrze kościoła parafialnego

Parafia Ducha Świętego Świdnicy znajduje się w dekanacie Świdnica-Zachód w diecezji świdnickiej. Została erygowana 25 czerwca 1991 r. Jej proboszczem od 2012 r. jest ks. kan. Tomasz Czubak.

## Duszpasterze
| Funkcja       | Imię i nazwisko                | Święcenia kapłańskie | Lata pełnienia funkcji |
| ------------- | ------------------------------ | -------------------- | ---------------------- |
| Proboszczowie | ks. kan. Jerzy Skalski         | 17 V 1980            | 1991–2012              |
| Proboszczowie | ks. kan. Tomasz Czubak         | 29 V 1999            | od 2012                |
| Wikariusze    | ks. kan. Jarosław Wawak        | 1994                 | 1994–2001              |
| Wikariusze    | ks. kan. Robert Begierski      | 27 V 1995            | 2001–2004              |
| Wikariusze    | ks. kan. Marek Gałuszka        | 20 V 1989            | 2004–2006              |
| Wikariusze    | ks. kan. Sławomir Calik        | 22 V 1993            | 2006–2007              |
| Wikariusze    | ks. Wojciech Zmysłowski        | 29 V 1999            | 2007–2011              |
| Wikariusze    | ks. kan. Włodzimierz Binkowski | 24 V 2003            | 2011–2012              |
| Wikariusze    | ks. Kamil Raczycki             | 20 V 2006            | 2012–2017              |
| Wikariusze    | ks. Krzysztof Frącek           | 27 V 2017            | 2017–2021              |
| Wikariusze    | ks. Tomasz Gwizdek             | 21 V 2011            | 2021                   |
| Wikariusze    | ks. Arkadiusz Harbar           | 23 V 2015            | od 2022                |
| Inna          | ks. kan. Stanisław Skowron     | 21 VI 1959           | od 2007                |
| Inna          | ks. Tomasz Puślecki            | 25 V 2002            | 2011                   |
| Inna          | ks. kan. Jerzy Skalski         | 17 V 1980            | 2012–2013              |
| Inna          | ks. kan. Grzegorz Ławniczak    | 17 V 1999            | od 2021                |
| Inna          | ks. Andrzej Bakun              | bd.                  | 2022                   |

## Kronika parafii
- 1988
  - Podjęcie decyzji o budowie nowego kościoła w Świdnicy[20].
  - Zakup terenu pod budowę.
- 1989
  - Wylanie fundamentów oraz postawienie kamienia węgielnego pod kościół parafialny.
- 1990[21]
  - Bezinteresowna pomoc dziesięciu uczniów Zespołu Szkół Budowlano-Elektrycznych w Świdnicy – znaczne przyspieszenie budowy.
  - 3 czerwca (święto Zesłania Ducha Świętego) – pierwsza msza św. w historii parafii (jeszcze oficjalnie nie erygowanej).
- 1991
  - 25 czerwca – erygowanie parafii dokonane przez kard. Henryka Gulbinowicza[22] (poprzez wydzielenie jej z parafii św. Józefa w Świdnicy)[23]
- 1994
  - Wydzierżawienie salek katechetycznych dla klas zerowych i pierwszych Szkoły Podstawowej nr 5 w Świdnicy[24] (obecnie dla Szkoły Podstawowej nr 1 w Świdnicy).
- 1996[21]
  - Uroczyste świętowanie pięciolecia istnienia parafii.
  - 26 maja – msza św. odpustowa pod przewodnictwem bp Jana Tyrawy.
- 1999
  - Misja Tysiąclecia[25].
- 2000
  - Zakończenie generalnych prac budowlanych[25].
- 2002
  - Wizytacja kanoniczna bp Edwarda Janiaka[26].
- 2004
  - Parafia staje się częścią nowo powstałej diecezji świdnickiej.
- 2007
  - Parafia otrzymuje nowe sedilia oraz zostaje wzbogacona o lepsze oświetlenie prezbiterium.
  - Wizytacja kanoniczna bp Ignacego Deca[27].
- 2010
  - Peregrynacja obrazu Jezusa Miłosiernego[28].
- 2011
  - Pomoc duszpasterska ks. Tomasza Puśleckiego spowodowana złym stanem zdrowia ks. prob. Jerzego Skalskiego[16].
- 2012
  - Święcenia kapłańskie otrzymuje parafianin ks. Witold Kocon. Odprawienie mszy św. prymicyjnej pod jego przewodnictwem.
- 2013
  - Śmierć ks. prob. Skalskiego i jego pogrzeb[29].
- 2015
  - Misja święta[14].
- 2017
  - Wizytacja kanoniczna świdnickiego bp pomocniczego ks. Adama Bałabucha[30].
  - Peregrynacja figury Matki Bożej Fatimskiej. Parafia otrzymuje pamiątkowy tron[31].
  - Powstanie Duszpasterstwa Młodzieży „Natanael” pod opieką ks. wik. Krzysztofa Frącka.
- 2019
  - Święcenia kapłańskie otrzymuje parafianin ks. Krzysztof Malinowski. Odprawienie mszy św. prymicyjnej pod jego przewodnictwem[32].
- 2020
  - Święcenia kapłańskie otrzymuje parafianin ks. Michał Pietraszek. Odprawienie mszy św. prymicyjnej pod jego przewodnictwem (24 maja)[33].
  - 30 maja – Msza św. odpustowa pod przewodnictwem nowego bp świdnickiego ks. Marka Mendyka[34].
- 2021
  - Pomoc duszpasterska ks. Tomasza Gwizdka spowodowana brakiem wikariusza w parafii[8].

## Geografia i zabytki
Parafia obejmuje swym zasięgiem wioskę Zawiszów oraz os. w Świdnicy pod tą samą nazwą, a więc następujące jej ulice:
- Bogusza Stęczyńskiego
- Bolesława Krzywoustego
- Bolesława Śmiałego
- Colgate (al.)
- Esperantystów (nr parzyste)
- Galla Anonima
- Generała Władysława Andersa
- Henryka Brodatego
- Henryka Pobożnego
- Jana Długosza
- Juliana Niemcewicza
- Karola Miarki
- Kazimierza Odnowiciela
- Kazimierza Wielkiego
- Komunalna
- Księcia Bernarda
- Księdza Dionizego Barana
- Księżnej Jadwigi Śląskiej
- Romana Zmorskiego
- Tadeusza Ząbka
- Waleriana Łukasińskiego (od nr 43)
- Władysława Hermana
- Władysława Łokietka

Na terenie parafii znajdują się następujące obiekty sakralne oraz cmentarze:
- Cmentarz żydowski – zorganizowany w roku 1812, mniej więcej od lat. 60. XX w. dewastowany i praktycznie nieużytkowany[36]
- Cmentarz komunalny – jego początki sięgają roku 1888, czyli czasu przybycia gminy ewangelickiej na ten teren[36]
- Cerkiew Świętego Mikołaja Cudotwórcy – wzniesiona w roku 1889, pierwotnie jako kaplica luterańska[37]
- Kaplica cmentarna rodziny Jaensch – wpisana do rejestru zabytków w 1976 r.[38]
- Kaplica cmentarna rodziny Junge – wpisana do rejestru zabytków w 1976 r.[38]
- Cmentarz ewangelicki – założony w 1902 r. jako poszerzenie obecnego cmentarza komunalnego; od 1995 r. znajduje się tu Park Zawiszowski[36]
- Cmentarz Wojenny Żołnierzy Armii Radzieckiej – przekazany Armii Radzieckiej w 1948 r. jest miejscem spoczynku żołnierzy radzieckich poległych w walkach o okolice Świdnicy w 1945 r.[36]
- Kaplica cmentarna przy ul. W. Łukasińskiego
- Kościół Ducha Świętego – wybudowany w latach 1989–2000

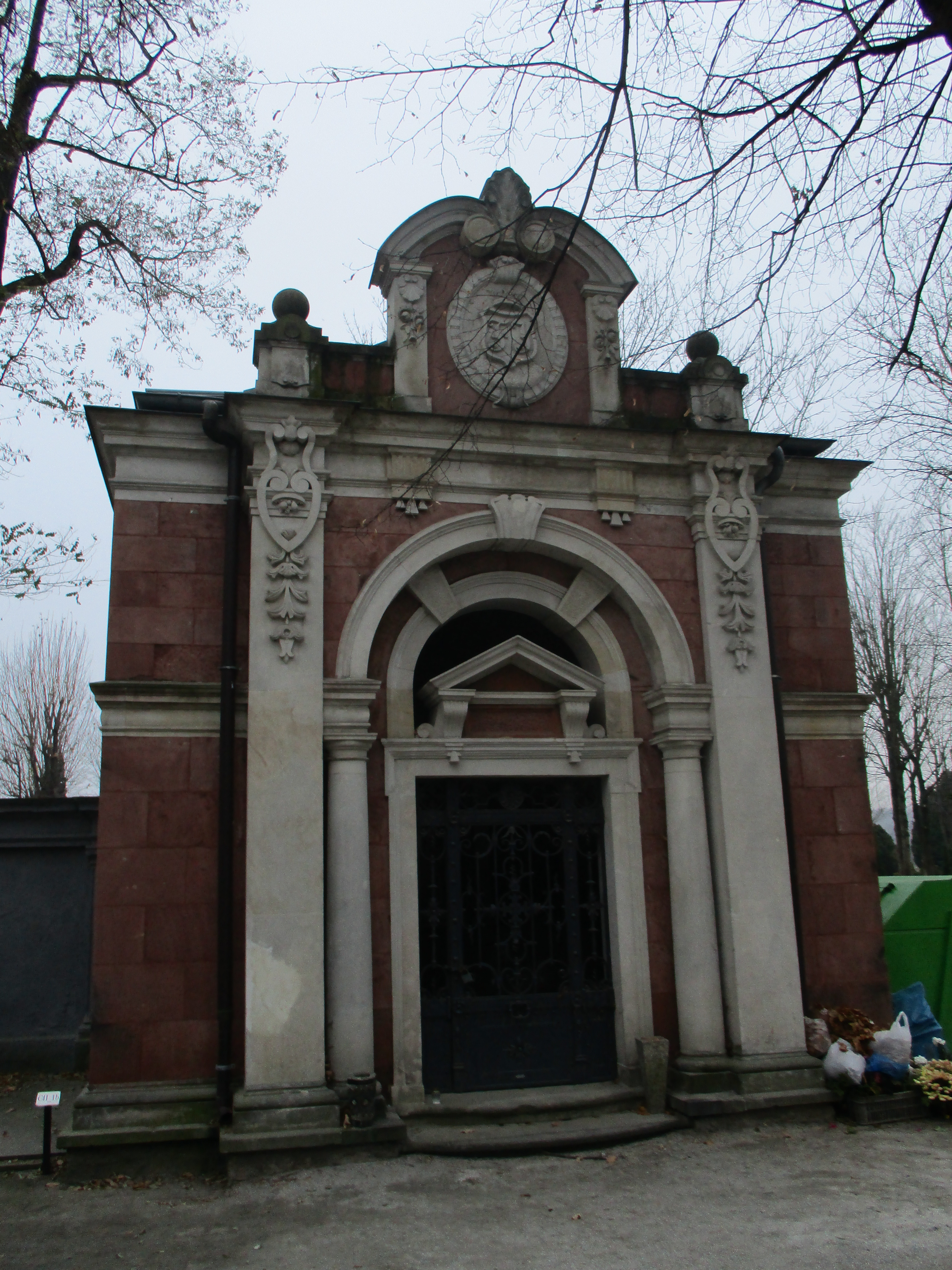
Grobowiec rodziny Jaensch
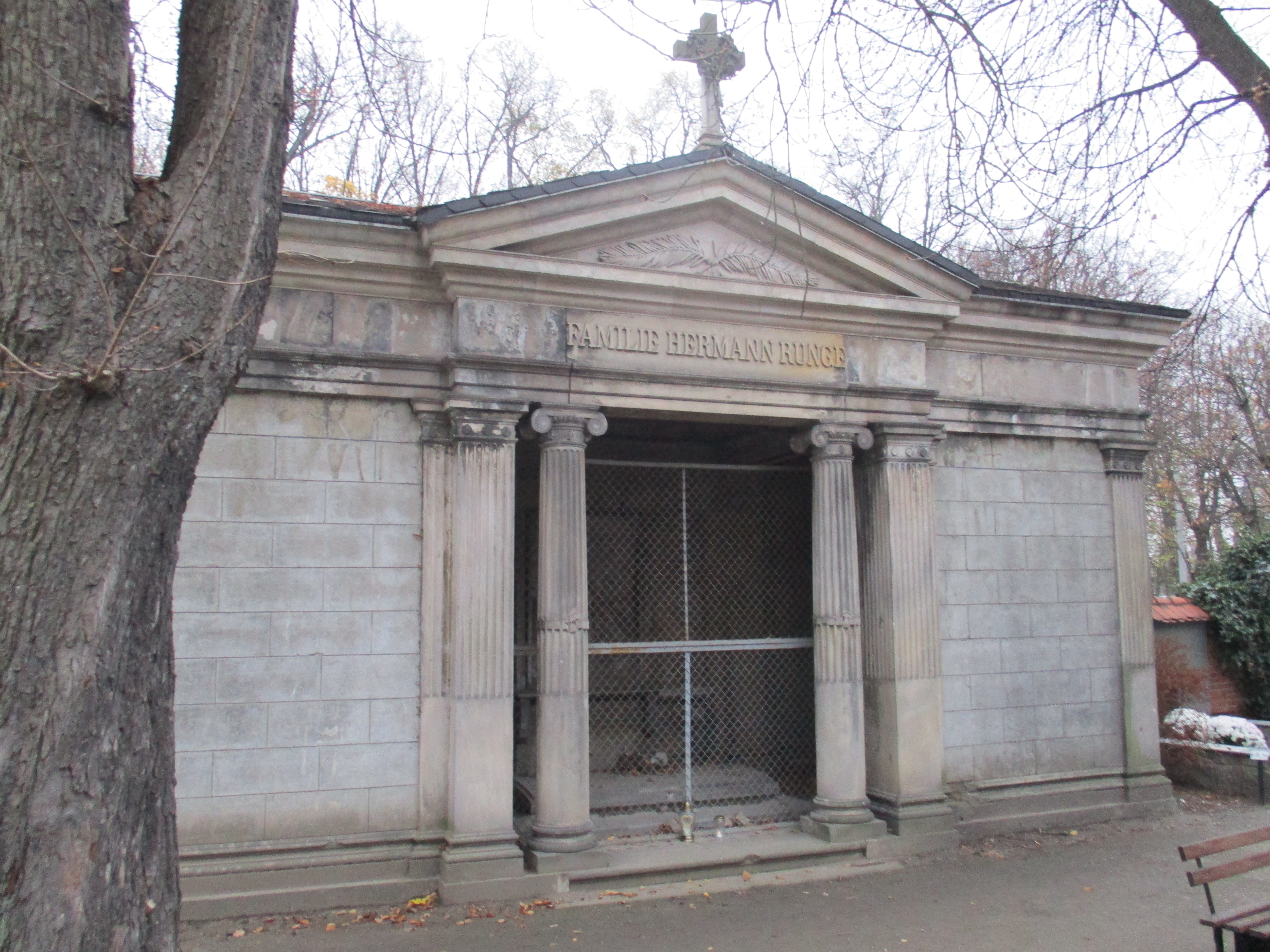
Grobowiec rodziny Junge
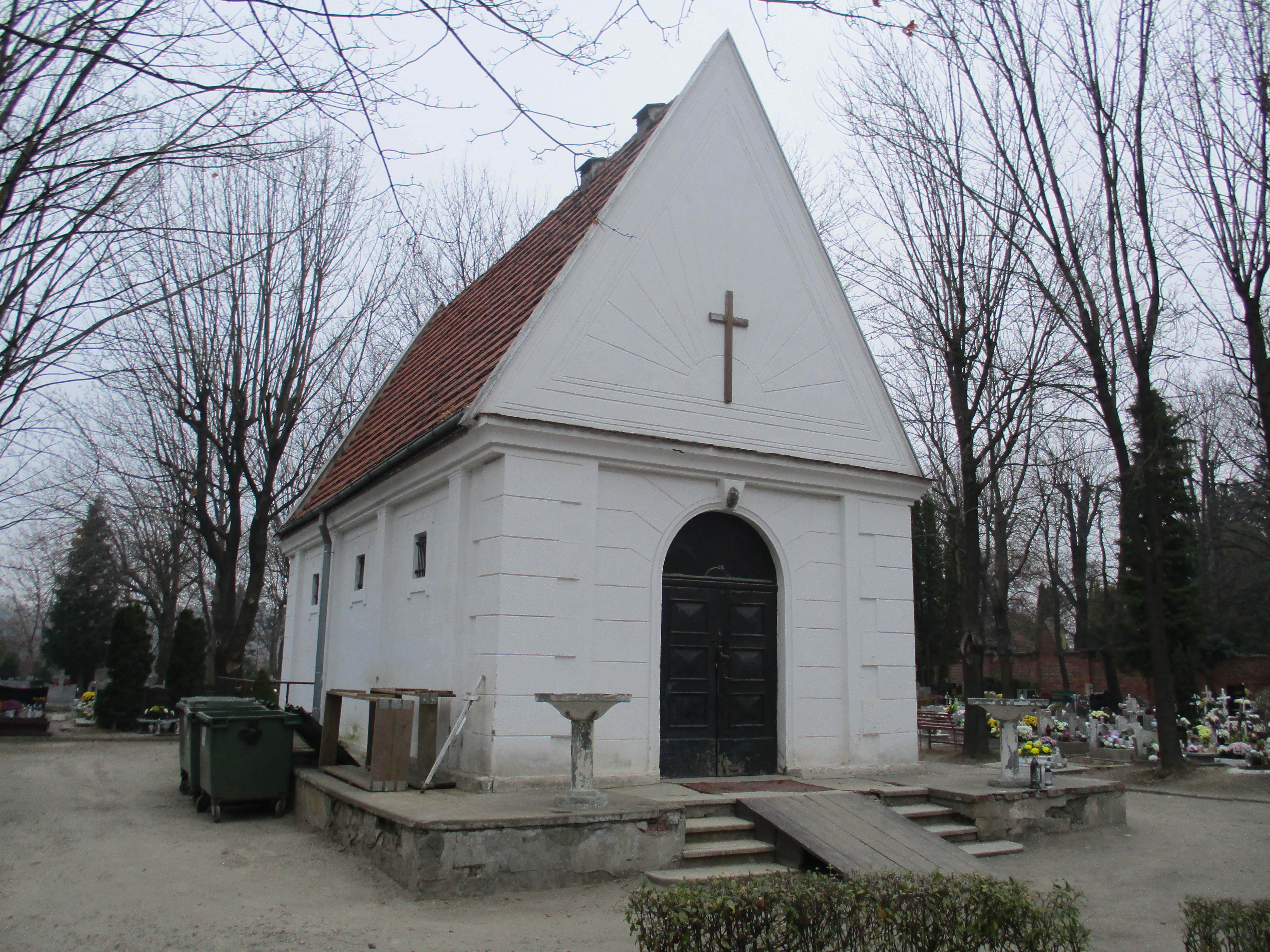
Kaplica cmentarna
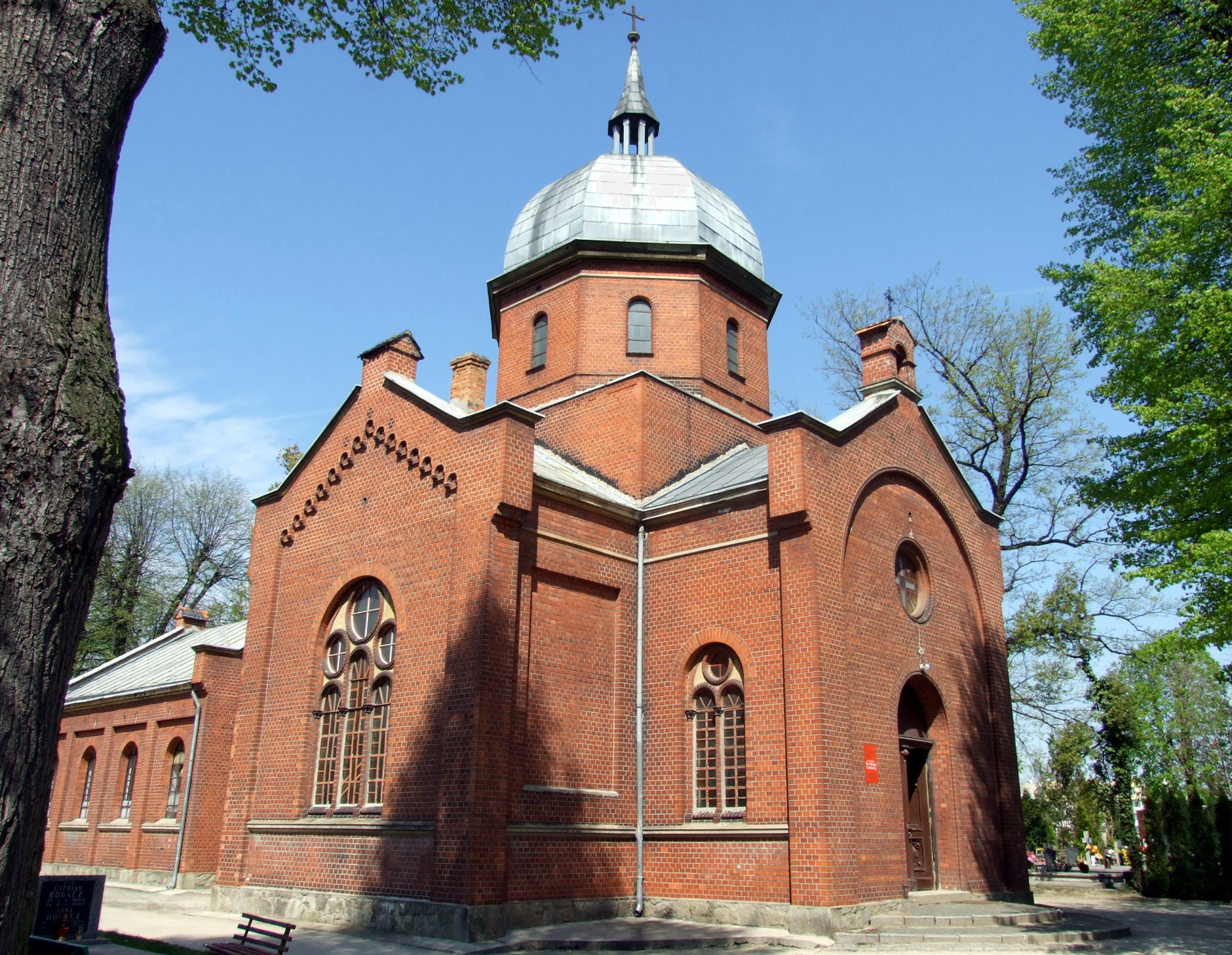
Cerkiew św. Mikołaja
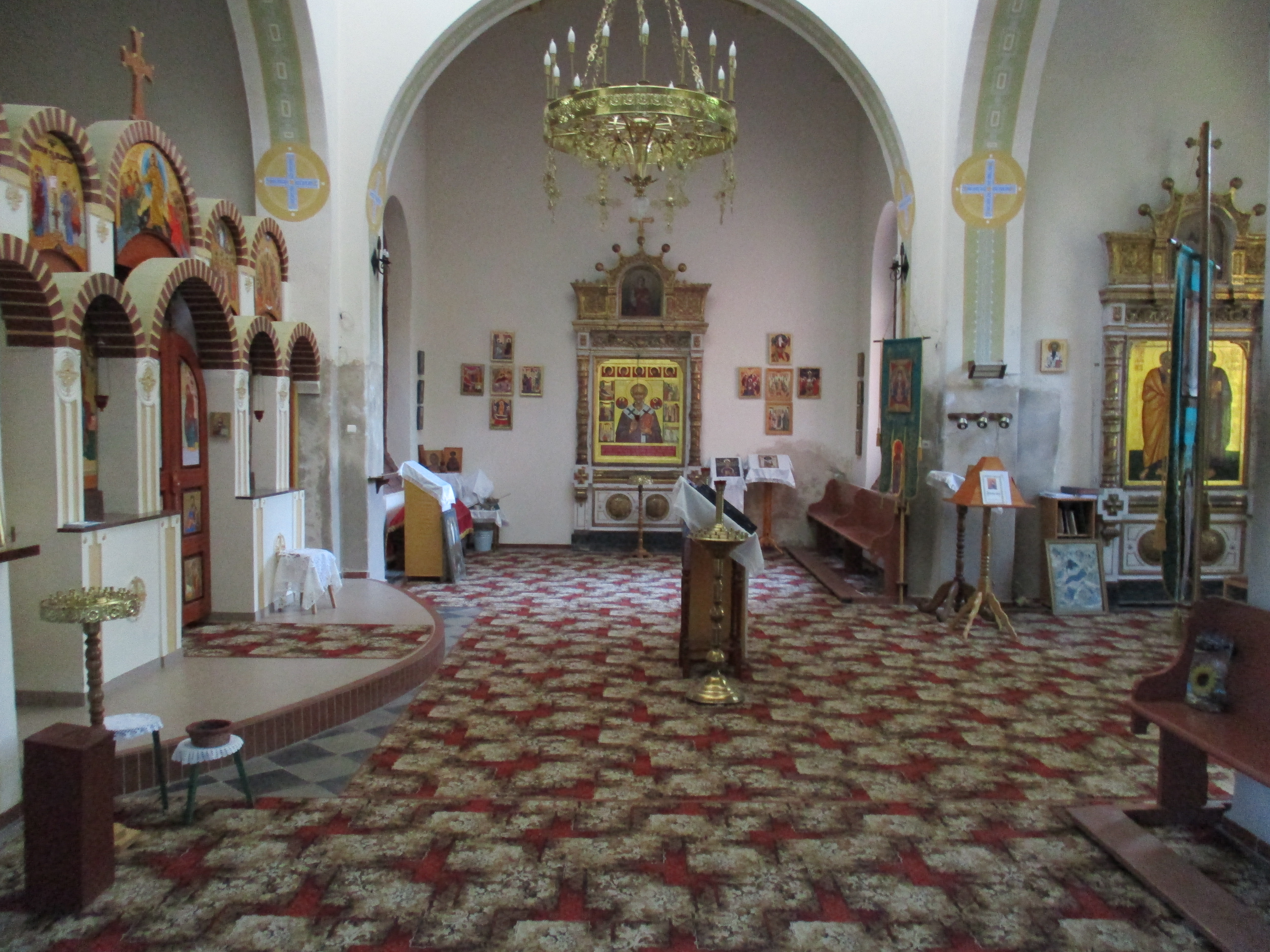
Wnętrze cerkwi
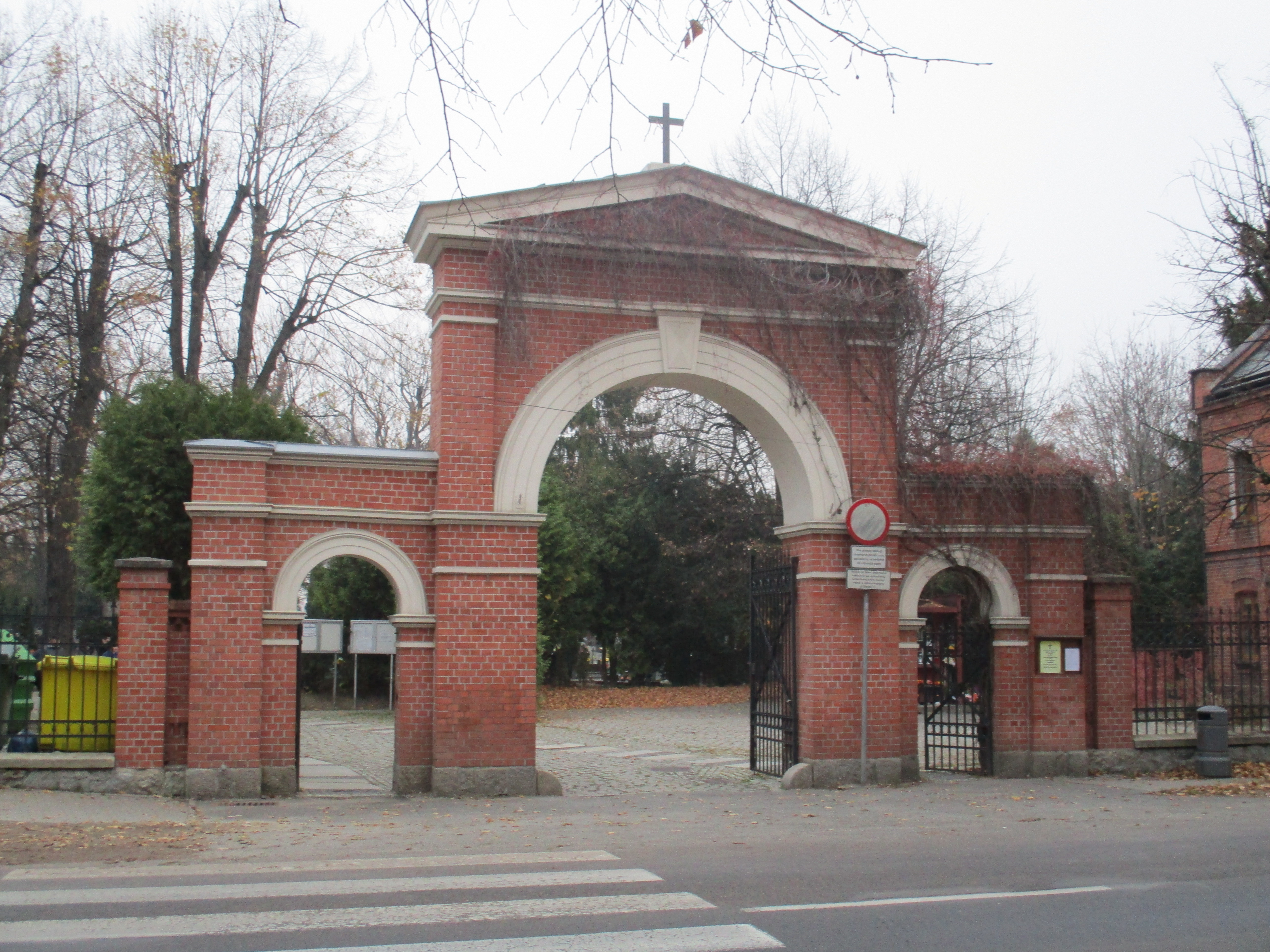
Cmentarz komunalny – brama główna
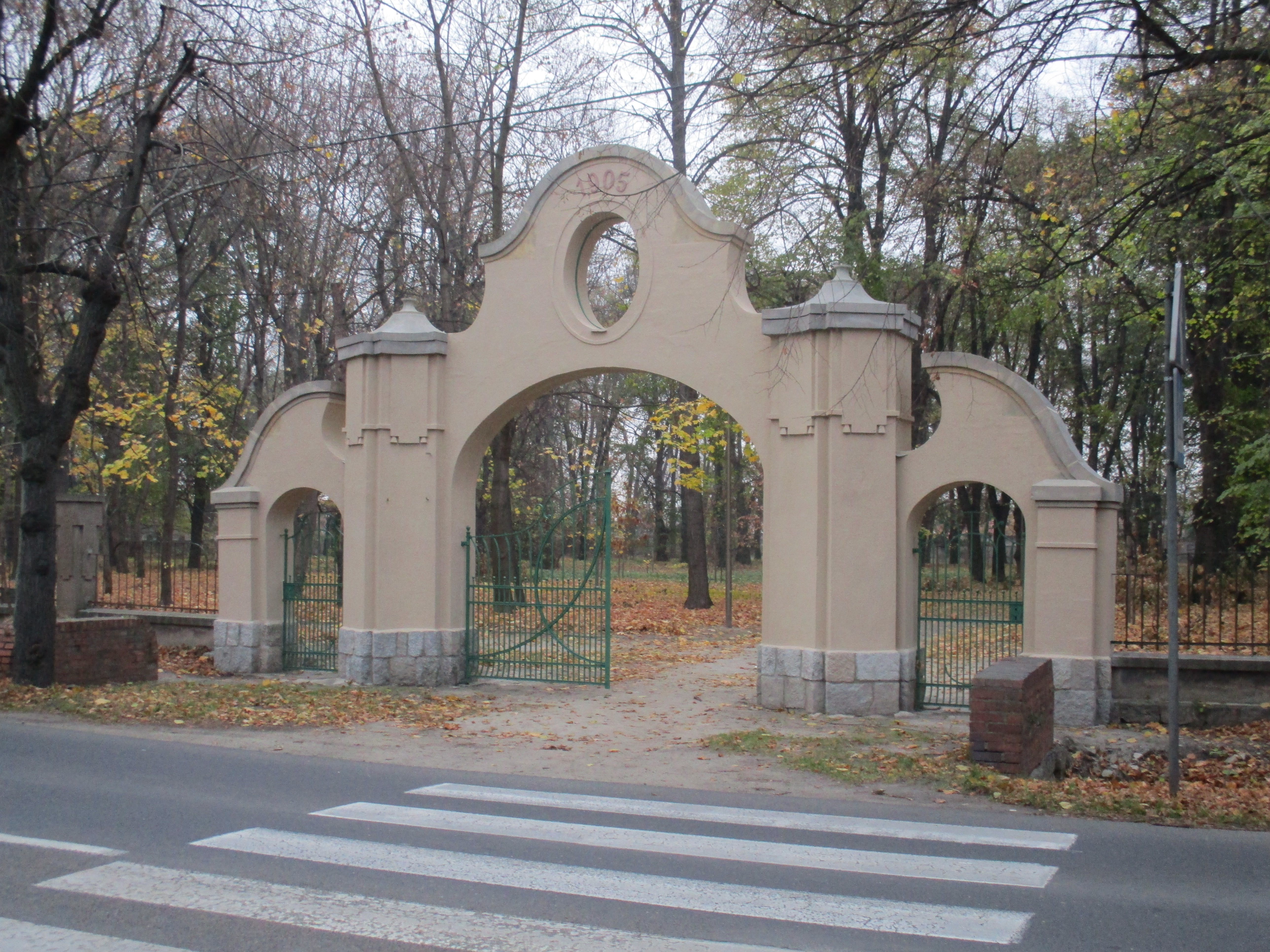
Dawny cmentarz ewangelicki – brama główna
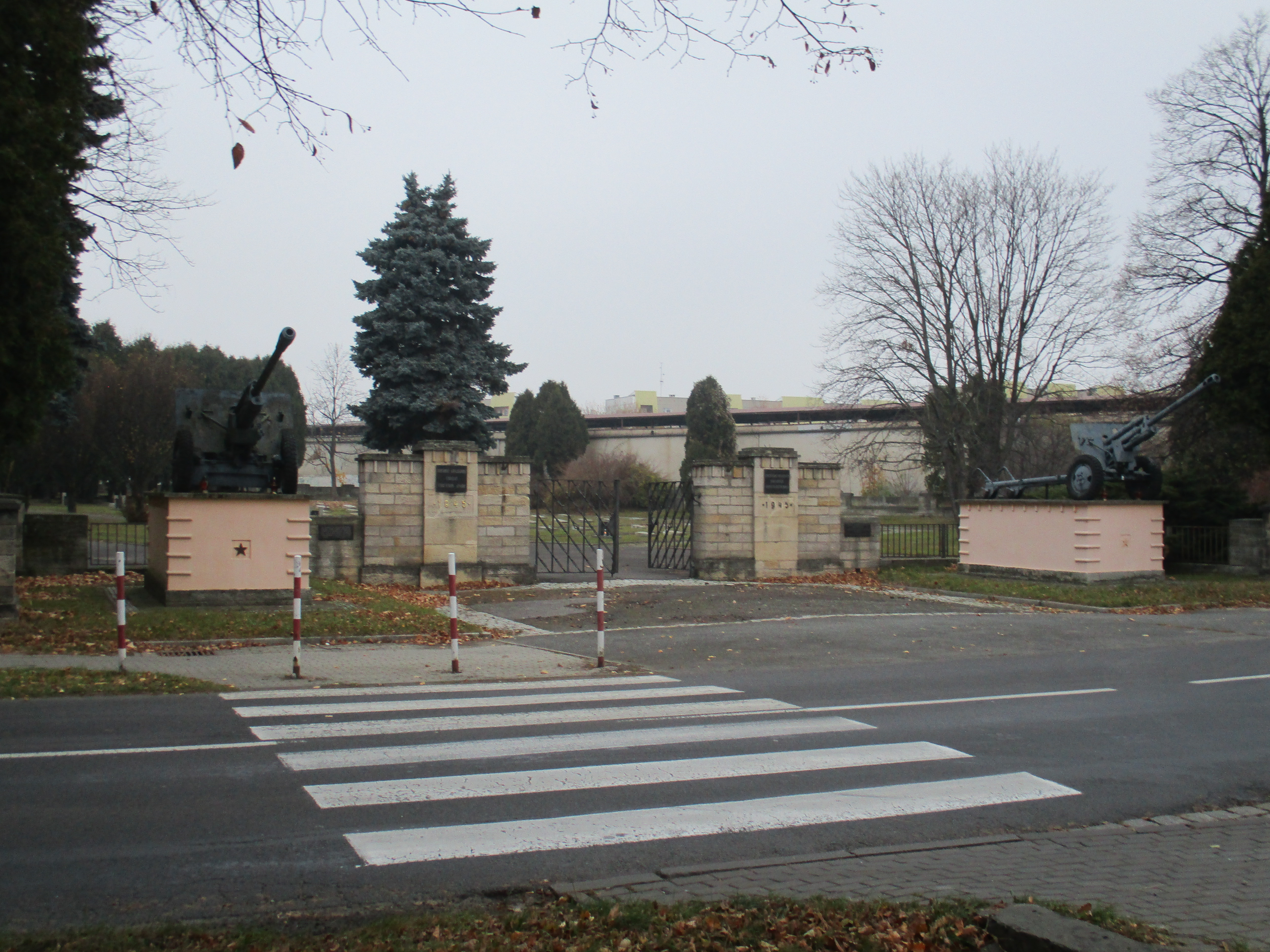
Cmentarz Armii Radzieckiej – brama główna
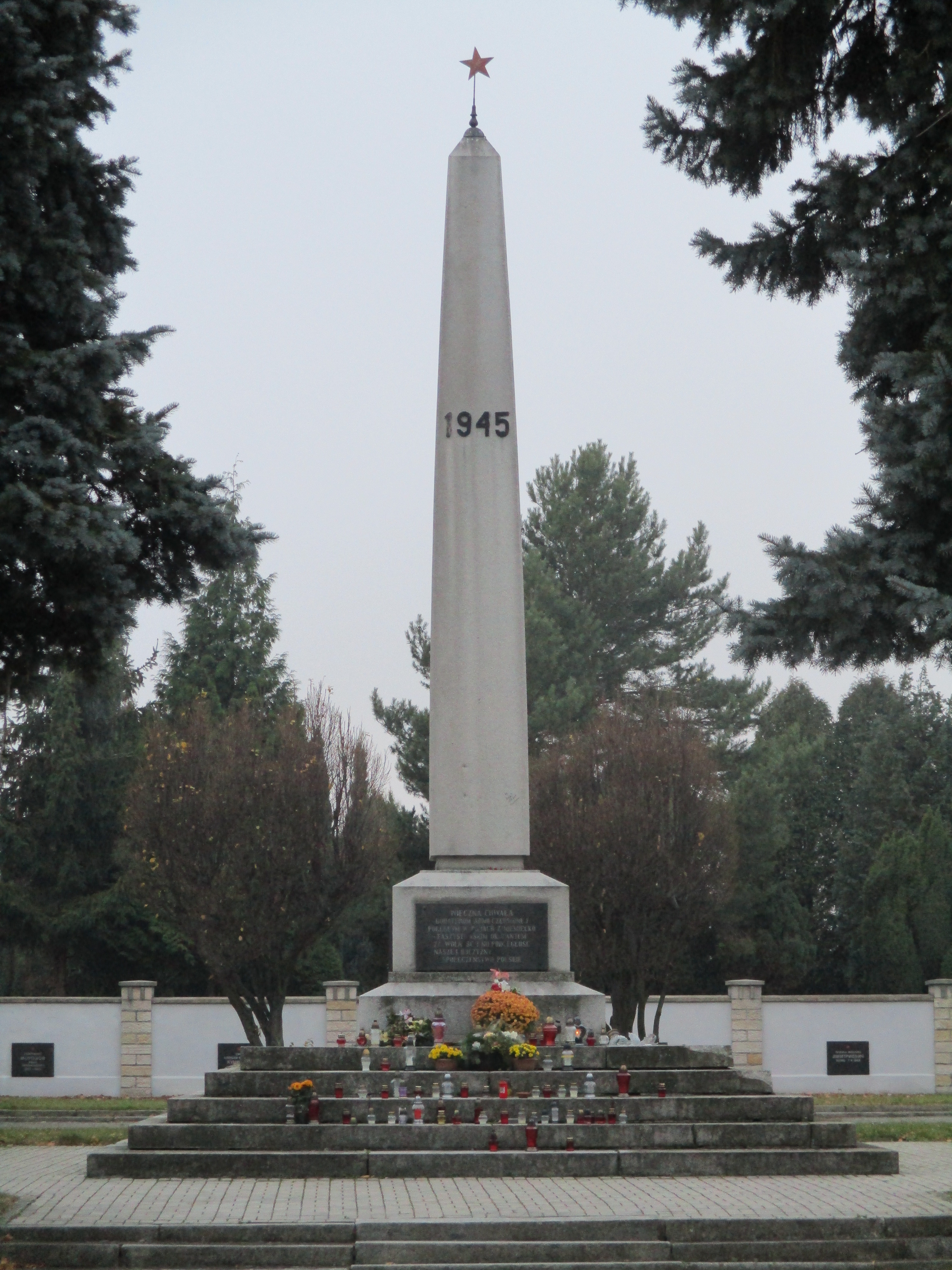
Obelisk na cmentarzu Armii Radzieckiej
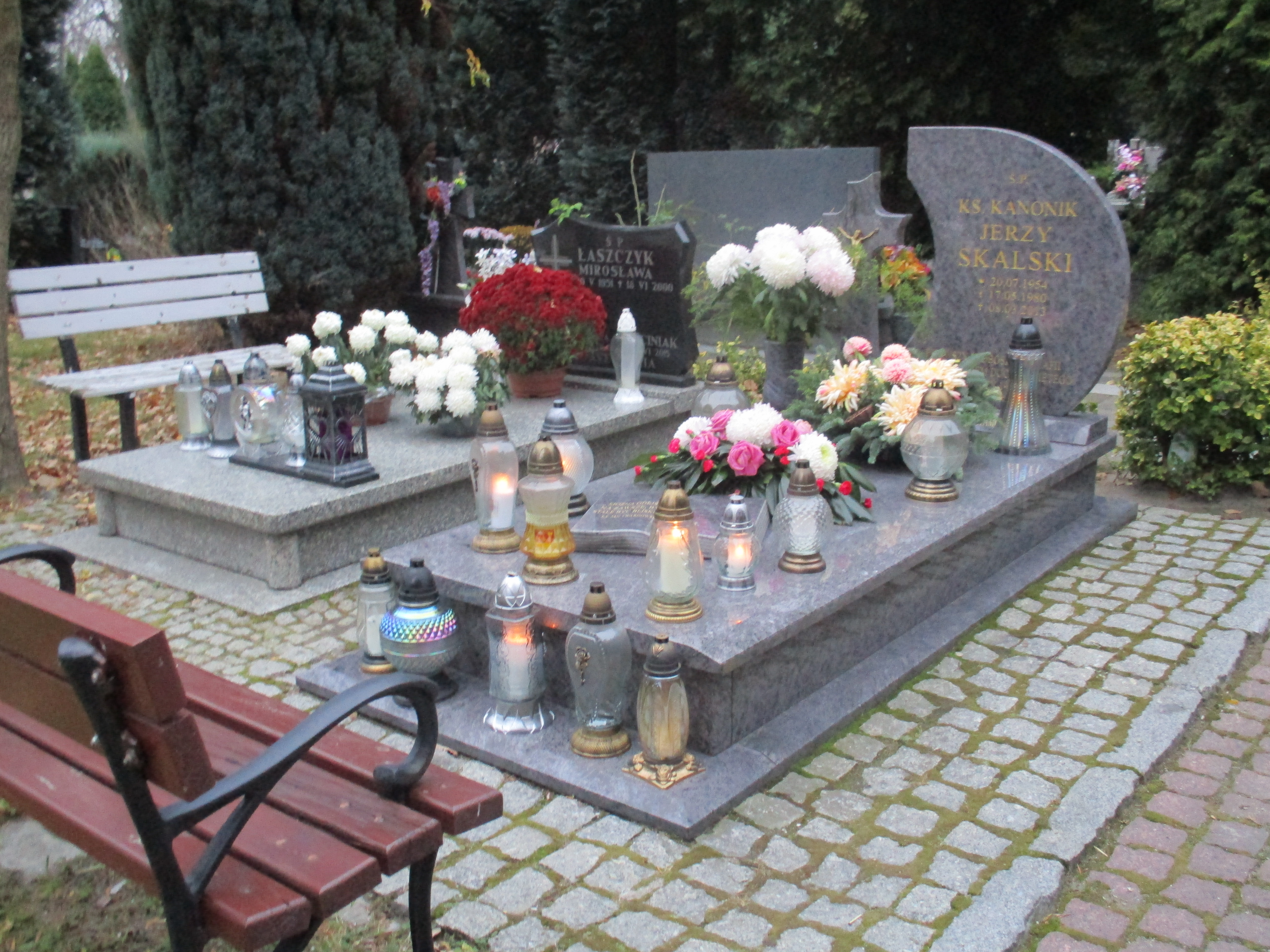
Grób ks. kan. Jerzego Skalskiego